# 10 kilomètres marche féminin aux championnats du monde d'athlétisme 1991
Navigation
Rome 1987 Stuttgart 1993
L'épreuve du 10 kilomètres marche féminin des championnats du monde d'athlétisme 1991 s'est déroulée le 24 août 1991 dans les rues de Tokyo, au Japon, avec une arrivée fixée au Stade olympique national. Elle est remportée par la Soviétique Alina Ivanova.

## Résultats
| Rang               | Athlète             | Pays             | Temps       | Notes |
| ------------------ | ------------------- | ---------------- | ----------- | ----- |
| Médaille d'or      | Alina Ivanova       | Union soviétique | 42 min 57 s | CR    |
| Médaille d'argent  | Madelein Svensson   | Suède            | 43 min 13 s |       |
| Médaille de bronze | Sari Essayah        | Finlande         | 43 min 13 s |       |
| 4                  | Irina Strakhova     | Union soviétique | 43 min 40 s |       |
| 5                  | Kerry Saxby-Junna   | Australie        | 44 min 02 s |       |
| 6                  | Graciela Mendoza    | Mexique          | 44 min 03 s |       |
| 7                  | Ileana Salvador     | Italie           | 44 min 09 s |       |
| 8                  | Chen Yueling        | Chine            | 44 min 11 s |       |
| 9                  | Annarita Sidoti     | Italie           | 44 min 18 s |       |
| 10                 | Beate Gummelt       | Allemagne        | 44 min 35 s |       |
| 11                 | Kathrin Born-Boyde  | Allemagne        | 44 min 39 s |       |
| 12                 | Katarzyna Radtke    | Pologne          | 44 min 42 s |       |
| 13                 | Mária Urbanik       | Hongrie          | 45 min 00 s |       |
| 14                 | Andrea Alföldi      | Hongrie          | 45 min 22 s |       |
| 15                 | Mari Cruz Díaz      | Espagne          | 45 min 23 s |       |
| 16                 | Emilia Cano         | Espagne          | 45 min 32 s |       |
| 17                 | Susana Feitor       | Portugal         | 45 min 37 s |       |
| 18                 | Maricela Chávez     | Mexique          | 45 min 54 s |       |
| 19                 | Debbi Lawrence      | États-Unis       | 45 min 58 s |       |
| 20                 | Betty Sworowski     | Royaume-Uni      | 45 min 59 s |       |
| 21                 | Pascale Grand       | Canada           | 46 min 17 s |       |
| 22                 | Sun Yan             | Chine            | 46 min 21 s |       |
| 23                 | Andrea Bruckmann    | Allemagne        | 46 min 23 s |       |
| 24                 | Janice McCaffrey    | Canada           | 46 min 33 s |       |
| 25                 | Lynn Weik           | États-Unis       | 46 min 49 s |       |
| 26                 | Ivana Brozmanová    | Tchécoslovaquie  | 46 min 59 s |       |
| 27                 | Victoria Herazo     | États-Unis       | 47 min 10 s |       |
| 28                 | Tina Poitras        | Canada           | 47 min 22 s |       |
| 29                 | Maria Reyes Sobrino | Espagne          | 47 min 31 s |       |
| 30                 | Yuko Sato           | Japon            | 47 min 37 s |       |
| 31                 | Zuzana Zemková      | Tchécoslovaquie  | 47 min 41 s |       |
| 32                 | Kamila Holpuchová   | Tchécoslovaquie  | 48 min 06 s |       |
| 33                 | María Colín         | Mexique          | 48 min 47 s |       |
| 34                 | Viera Toporek       | Autriche         | 48 min 31 s |       |
| 35                 | Hideko Hirayama     | Japon            | 48 min 35 s |       |
| 36                 | Isilda Gonçalves    | Portugal         | 48 min 35 s |       |
| 37                 | Fusako Masuda       | Japon            | 48 min 52 s |       |
| 38                 | Helen Elleker       | Royaume-Uni      | 48 min 56 s |       |
| 39                 | Julie Drake         | Royaume-Uni      | 49 min 47 s |       |
| 40                 | Hasiati Lawole      | Indonésie        | 50 min 26 s |       |
| 41                 | Magdalena Guzman    | Salvador         | 53 min 44 s |       |
| —                  | Yelena Sayko        | Union soviétique | DQ          |       |

## Légende
Records et Performances
- AR : Record continental (area record)
- CR : Record des championnats (championship record)
- MR : Record du meeting (meet record)
- NR : Record national (national record)
- OR : Record olympique (olympic record)
- PR : Record paralympique (paralympic record)
- PB : Record personnel (personal best)
- SB : Meilleure performance personnelle de la saison (season's best)
- WL : Meilleure performance mondiale de l'année (world leader)
- WJR : Record du monde junior (world junior record)
- WR : Record du monde (world record)

Circonstances et Conditions
- DNF : N'a pas terminé (did not finish)
- DNS : N'a pas pris le départ (did not start)
- DQ : Disqualification (disqualification)
- NM : Aucun essai valable enregistré (No Mark)
- Q : Qualifié « directement » au prochain tour (ou à la prochaine compétition), lors d'une compétition majeure, grâce au classement ou à la réalisation des minima (automatic qualifier)
- q : Qualifié au prochain tour (ou à la prochaine compétition), lors d'une compétition majeure, grâce au repêchage ou à la réalisation de l'une des meilleures performances parmi celles des « non qualifiés directement » (grâce au meilleur temps ou à la meilleure distance par exemple) (secondary qualifier)